# Spodoptera hennia
Spodoptera hennia är en fjärilsart som beskrevs av Swinhoe 1901. Spodoptera hennia ingår i släktet Spodoptera och familjen nattflyn. Inga underarter finns listade i Catalogue of Life.